# Aquirrea
Aquirrea, fosilni rod crvenih algi smješten u porodicu Corallinaceae. Jedina je vrsta bila slatkovodna alga A. fluegelii iz vremena silura u Švedskoj. 
Jedini poznati lokalitet nalazi se na otoku Gotland kod Visbyja
Rod je opisan 2019.